# Contea di Juneau (Wisconsin)
La contea di Juneau (in inglese, Juneau County) è una contea dello Stato del Wisconsin, negli Stati Uniti. La popolazione al censimento del 2000 era di 24 316 abitanti. Il capoluogo di contea è Mauston.